# Georg Hesler
Georg Hesler, nommé le cardinal de Santa Lucia (né en 1427 à Bamberg dans la principauté épiscopale de Bamberg, et mort à Melk en voyage à Vienne le 21 septembre 1482), est un cardinal bavarois du XVe siècle.

## Biographie
Hesler est trésorier privé du pape Calixte III. Il est chanoine à Aschaffenbourg et en 1459, il entre en service d'Albert d'Autriche, le frère de l'empereur Frédéric III. En 1460 il est nommé chanoine à Cologne et y est nommé chancelier en 1463. En 1464 il est secrétaire et conseiller de l'empereur Frédéric III, qui l'envoie comme son ambassadeur à Rome et le nomme son chancelier en 1477. Hesler règle le mariage du fils de l'empereur, Maximilien d'Autriche avec Marie de Bourgogne.
Le pape Sixte IV le crée cardinal lors du consistoire du 10 décembre 1477, à la demande de l'empereur et il est élu prince-évêque de Passau en 1480, contre le gré de la ville. Hesler ne peut entrer dans la ville qu'avec l'aide des forces armées de l'empereur en 1482.